# Anel Ahmedhodžić
Anel Ahmedhodžić (Malmö, 26. ožujka 1999.) bosanskohercegovački je nogometaš koji igra na poziciji središnjeg beka. Trenutačno igra za Feyenoord.